# تاکویا کومینه
تاکویا کومینه (انگلیسی: Takuya Komine؛ زادهٔ ۲۲ دسامبر ۱۹۸۸) بازیکن فوتبال اهل ژاپن است.